# Reserva Extrativista Alto Tarauacá

A Reserva Extrativista do Alto Tarauacá é uma unidade de conservação federal do Brasil categorizada como reserva extrativista e criada por Decreto Presidencial em 08 de novembro de 2000 numa área de 151.199 hectares no estado do Acre.